# Позднеевка (Миллеровский район)
Позднеевка — слобода в Миллеровском районе Ростовской области. Входит в состав Криворожского сельского поселения.

## География
Слобода Позднеевка расположена на реке Ольховая, которая впадает в реку Калитва около села Белогорка Тарасовского района.

### Улицы
- Восточная ул.
- Заречная ул.
- Зелёная ул.
- Комсомольская ул.
- Луговая ул.
- Молодёжная ул.
- Набережная ул.
- Огородная ул.
- Озёрная ул.
- Ольховая ул.
- Садовая ул.
- Советская ул.
- Специалистов ул.
- Украинская ул.
- Широкая ул.
- Курортный пер.
- Мирный пер.
- Партизанский пер.
- Песчаный пер.
- Подгорный пер.
- Тихий пер.
- Тополевый пер.
- Церковный пер.
- Шоссейный пер.

## История
Согласно преданию, в селе жил пан по фамилии Поздеев. В его честь село стало называться Позднеевкой (вставили букву «н»). После пана здесь жила барыня. Во времена барыни в Позднеевку приехало много людей с Украины, из города Екатеринославля. Барыня продала или выделила приезжим землю с восточной стороны Позднеевки и их хутор стал называться Весёловка, а жителей хутора стали называть «бовтяками». Жителей слободы Позднеевка называли «позднеевцами», тех, кто проживал на правом берегу реки — «бочанами». Затем эти прозвища постепенно исчезли, и в настоящее время в разговорах почти не упоминаются.

### После Октябрьской революции
В декабре 1920 года, вследствие продразверстки, в слободе Нижне-Ольховой-Поздеевой вспыхнуло восстание, именуемое «Камышевым», под руководством Степана Тулая,  Конограя,  Хмеловского. Восстание охватило более 30 населённых пунктов с центром в слободе Нижне-Ольховой-Поздеевой. На подавление восстания мобилизована Вешенская ЧК, Каменская ЧК, Новочеркасская ЧК, по железной дороге на Миллерово перебрасывалась соединённая группа войск в количестве 14 тыс. человек, в которую входили конные подразделения 1-й Конной Армии. Восставшие разбили, разоружили и взяли в плен: при слободе Криворожье — красноармейский пехотный полк, а также вырубили 4 эскадрона 1-й Конной под Криворожьем в Церковном лесу: 2 эскадрона — 100 % и 2 эскадрона — 90 %. Но после перегруппировки и концентрации красных войск повстанцы были разбиты и обращены в бегство. Большей части повстанцев удалось скрыться, несмотря на глубокий снег, однако, около 80 человек из восставших казаков, установив пулемет на крыше церковной караулки, приняли бой на площади вокруг храма Святого Архангела Михаила. Произошло конное сражение в котором погибли (также и впоследствии от ран) до 600 коннармейцев-будёновцев, казаки-повстанцы же были зверски изрублены в куски. Погибшие в этих боях бойцы Красной Армии были захоронены у станции Миллерово под эпитафией «Устанавливающим Советскую Власть на Дону 1920 г.». Все оставшиеся в живых казаки, все подозрительные, все у кого было найдено оружие — были выведены на бугор в сторону Голодаевки и расстреляны. Сейчас на этом месте установлен крест.
До 1930 года слобода была центром волости. После коллективизации в Позднеевке был создан сельский совет, получивший название — Нижне-Ольховский сельский совет. Высшим органом сельского совета был исполком, на котором решались все вопросы села и хуторов, входящих в его состав. В штат сельского совета входили: председатель, секретарь, налоговый агент, кучер. Имелись выездные лошади, линейка, сани. При сельском совете была пожарная команда, пожарные насосы, бочки, весь необходимый для тушения пожаров инвентарь. Во дворе сельсовета были конюшни и хозпостройки. Тут же стояла деревянная пожарная вышка (пожарная каланча) высотой около 12 метров. На вышке был укреплён железнодорожный буфер, с неё велось круглосуточное дежурство. При пожаре буфером сообщалось о беде, а в спокойные дни ежечасно отбивали время суток: один удар в буфер — 1 час, два удара — 2 часа и т. д.
Сельский совет объединял слободу Позднеевку и хутора Чигиринку, Бабановку, Мельничный, Криничный, Спартак, Нижний Бурцев, Верхний Бурцев и Отруба. В Позднеевке функционировала больница, где работали и обслуживали всё население фельдшера муж и жена Хмельницкие. Рядом с сельсоветом был деревянный клуб, рядом с которым стояла пожарная вышка. Почта находилась на месте братской могилы, на углу сада. В слободе было два магазина: один — на правом берегу реки Ольховой, другой — в центре, напротив сельсовета. В те времена в слободе функционировали родильный дом и семилетняя Нижнее-Ольховская школа.
На территории сельского совета было пять колхозов. В Позднеевке было два колхоза — имени Сталина (левая сторона р. Ольховой) и им. Молотова (правая сторона р. Ольховой); также колхоз им. Дзержинского (хутора Чигиринка и Романовка), колхоз 2-я пятилетка (хутор Мельничный и часть Криничного), колхоз им. Калинина (хутора Криничный, Спартак, Нижний Бурцев, Верхний Бурцев, Отруба).
На заседании исполкома слушались самые разнообразные вопросы: работа колхозов, школ. В сельском совете на балконе висела информационная доска, где было 5 колонок: на первой нарисован самолёт, на второй автомашина, на третьей — лошадь, на четвёртой — черепаха, на пятой — рак. Это своего рода соревнование: 1 место — самолёт, второе — машина и т. д. На первом месте чаще всего красовался колхоз им. Молотова, впоследствии переименованный в колхоз «Победа». На церковной площади был установлен памятник В. И. Ленину (1937—1938). Около него проводились торжественные мероприятия, посвященные Международному дню солидарности 1 Мая, и Великой Октябрьской социалистической революции 7 ноября.

### Великая Отечественная война
После начала Великой Отечественной войны всех мужчин призывного возраста забрали на фронт, оставили по брони в основном механизаторов, выращивать хлеб для фронта. В военные годы на полях работали старики, женщины, дети. Несколько бомб сброшено на Позднеевку, но они вреда не принесли. Боёв в Позднеевке не было. В середине июня 1942 года появились немцы, чёрной лавиной заполнили село, а с горы всё шли, ехали на машинах, танках, велосипедах, лошадях. Через несколько дней немцы ушли в сторону Сталинграда, а в Позднеевке остались немецкий комендант, переводчик, солдаты и человек 30 военнопленных. Первым делом провели сходки, на которых избрали старост, назначили полицаев. Началась оккупационная жизнь. В первый день появления немцев был разбит памятник В. И. Ленину из противотанкового ружья. По доносу был расстрелян председатель колхоза им. 2-й пятилетки Литвишко Михаил Тарасович. Из росших вокруг церкви пирамидальных (их называли раинами) тополей, военнопленные построили мост через р. Ольховая. Церковную ограду разобрали и замостили дорогу от моста и до сельсовета (сейчас это переулок Шоссейный). Возобновили работу школ в Позднеевке и на х. Мельничном. В учебниках зачернили вождей Ленина, Сталина, приучили входящего учителя и иногда посещающих немцев, приветствовать вставанием, выбрасыванием правой руки вперёд и произношением слова «Слава». Взрослые работали, а дети учились до февраля 1943 года, когда Позднеевка и близлежащие хутора были освобождены без боя. Бои были в районе хуторов Екатериновка, Антоновка, Гремучий. Началась трудная, послеоккупационная жизнь. Кто имел корову, шёл на работу с коровой, на которых пахали, сеяли, волочили. Работы хватало всем, взрослым и детям. Пережили голодные 1943—1944 годы. Съедали всё, что росло. В ход шли лебеда, конский щавель, макуха, любое зерно. Умельцы понаделали ручные мельницы, куда несли молоть всё, что могли достать. Каждый двор засевал делянку рожью и тыквой. Ранняя рожь и недозрелая тыква спасали нам жизнь. Помощь оказывали колхозы, выдавая на трудодни фасоль, жмых, крахмал. Труд был самой главной нормой жизни. Армейские кавалерийские части оставили выбракованных лошадей, которых стали использовать на сельхозработах, освобождая от неё коров. Жизнь стала понемногу налаживаться.

### После войны
В 1945 году восстановили здание семилетней школы к началу учебного года. Открылись школы на всех близлежащих хуторах. Приступили к работе учителя с образованием, вернувшиеся с фронта: Семыкин Игнат Андреевич, Кобыляцкий Михаил Карпович, Гусев Яков Михайлович. Привлекли к работе в школе фронтовиков с семилетним образованием, которые впоследствии многие годы посвятили этой работе. Это: Сапоненко Александр Иванович, Голенко Василий Никифорович, Глухов Александр Федосеевич. Они работали в начальных школах. Со временем кадры учителями с высшим образованием. Сразу, после освобождения Позднеевки, возобновил работу сельский совет. Его председателем стал, вернувшийся с фронта после ранения, Лысенко Александр Григорьевич.
В начале 1950-х годов произошло укрупнение хозяйств. Из пяти хозяйств было образовано два. В них появились автомобили: грузовые «полуторки» и легковые «Победа» и «Москвич», позже ГАЗ −51. Каждое воскресенье колхозные машины возили на базар в г. Миллерово колхозников. Они везли на продажу продукцию со своих подворий. У селян стали появляться велосипеды, патефоны, радиоприёмники. В 1956 году в колхозе «Победа» провели радио в каждый дом. В 1957 году радио провели в колхозе им. Сталина. В феврале 1958 года колхозы «Победа» и им. Сталина объединили в одно хозяйство, председателем которого был избран Тертышников Григорий Васильевич. В 1959 году председателем был избран Ломатченко Алексей Максимович, но ненадолго. В июне 1959 года по решению правительства хозяйства Криворожья, Позднеевки, Белогорки, Нижнее Макеевки, объединили в одно хозяйство — колхоз им. Сталина. Председателем колхоза был избран Гадалин Иван Владимирович, секретарём парткома — Ломатченко Алексей Максимович, зам. председателя по хозяйству Жиляев. 1 июня 1960 года по решению правительства были созданы совхозы. Криворожье и Позднеевка стали одним хозяйством с названием совхоз «Криворожский». Директором совхоза был назначен Гадалин Иван Владимирович, секретарём парткома — Тарадин Михаил, председателем рабочего комитета — Чубов Николай Стефанович. Позднеевка стала отделением совхоза «Криворожский».
В конце апреля 1965 года по решению правительства от совхоза «Криворожский» отделился совхоз «Позднеевский». Его директором стал главный ветеринарный врач совхоза «Криворожский» Морозов Николай Фёдорович, секретарём парткома — Ищенко Филипп Яковлевич. При разделе совхоза соответственно была отделена причитающаяся техника, строения, движимое и недвижимое имущество. В этот период в совхоз приезжали строительные студенческие отряды из Ростовских институтов, из Болгарии. Было построено много жилья для рабочих, медработников, учителей. Построили столовую, баню, быткомбинат, школа, дома отдельно для специалистов хозяйства, строймастерские, автогараж, корпуса для животноводства, индюшинное отделение, Дом культуры, медпункт, 3 пруда. Строительство не прекращалось и при других директорах. При Фесенко Геннадии Петровиче была построена пристройка к школе и спортивный зал. Последний директор совхоза Бандурин Анатолий Георгиевич изыскал средства и построил дорогу с асфальтовым покрытием от моста, через всю Позднеевку, в восточную сторону и до бригадного двора бывшего 2-го отделения совхоза.

## Население
| 2010 |
| ---- |
| 841  |

## Достопримечательности
В слободе находится Церковь Михаила Архангела, построенная в 1890 году по образцу храма в Иерусалиме. Когда-то кругом церкви была красивая ограда из красного кирпича. С западной стороны ограды были главные ворота, а по бокам — входы чуть поменьше. Ограда была сложена с крестообразными отверстиями. С северной и южной стороны были так же ажурные входы. Сейчас этой ограды нет, сохранилось лишь небольшое караульное здание, в котором жил батюшка со своей семьёй. Сейчас в этом домике находится почтовое отделение.

### Археологические памятники
Территория Ростовской области была заселена ещё в эпоху неолита. Люди, живущие на древних стоянках и поселениях у рек, занимались в основном собирательством и рыболовством. Степь для скотоводов всех времён была бескрайним пастбищем для домашнего рогатого скота. От тех времен осталось множество курганов с захоронениями жителей этих мест. Курганы и курганные группы находятся на государственной охране.
Поблизости от территории слободы Позднеевка Миллеровского района расположено несколько достопримечательностей — памятников археологии. Они охраняются в соответствии с Федеральным законом от 25.06.2002 N 73-ФЗ «Об объектах культурного наследия (памятниках истории и культуры) народов Российской Федерации», Областным законом от 22.10.2004 N 178-ЗС «Об объектах культурного наследия (памятниках истории и культуры) в Ростовской области», Постановлением Главы администрации РО от 21.02.97 N 51 о принятии на государственную охрану памятников истории и культуры Ростовской области и мерах по их охране и др.
- Курган «Позднеевка YII». Находится на расстоянии около 0,2 км к северо-западу от слободы Позднеевка.
- Курганная группа «Позднеевка I» (3 кургана). Находится на расстоянии около 2,2 км к востоку от слободы Позднеевка.
- Курганная группа «Позднеевка II» (7 курганов). Находится на расстоянии около 1,0 км к юго-востоку от слободы Позднеевка.
- Курганная группа «Позднеевка III» (5 курганов). Находится на расстоянии около 2,0 км к северо-востоку от слободы Позднеевка.
- Курганная группа «Позднеевка IY» (3 кургана). Находится на расстоянии около 3,0 км к северо-северо-востоку от слободы Позднеевка.
- Курганная группа «Позднеевка Y» из двух курганов. Находится на расстоянии около 2,3 км к северо-западу от слободы Позднеевка[4].